# هيروكادز أوتسوبو
هيروكادز أوتسوبو (باليابانية: 大坪 博和) (7 ديسمبر 1979 في فوكوكا في اليابان – )؛ هو لاعب كرة قدم ياباني سابق كان يلعب كمهاجم.

## وصلات خارجية
- هيروكادز أوتسوبو على موقع رابطة كرة القدم اليابانية للمحترفين (اليابانية)
- هيروكادز أوتسوبو على موقع Soccerway.com (الإنجليزية)